# Artéria pancreática magna
Na anatomia humana, a artéria pancreática magna, é o maior vaso sanguíneo que fornece sangue oxigenado para o pâncreas. É ramo da artéria esplênica.

## Patologia
A artéria pancreática magna pode se romper como uma complicação de pancreatite crônica.  Se esse evento raro acontecer, geralmente é fatal.